# Białe Miasto (Berlin)

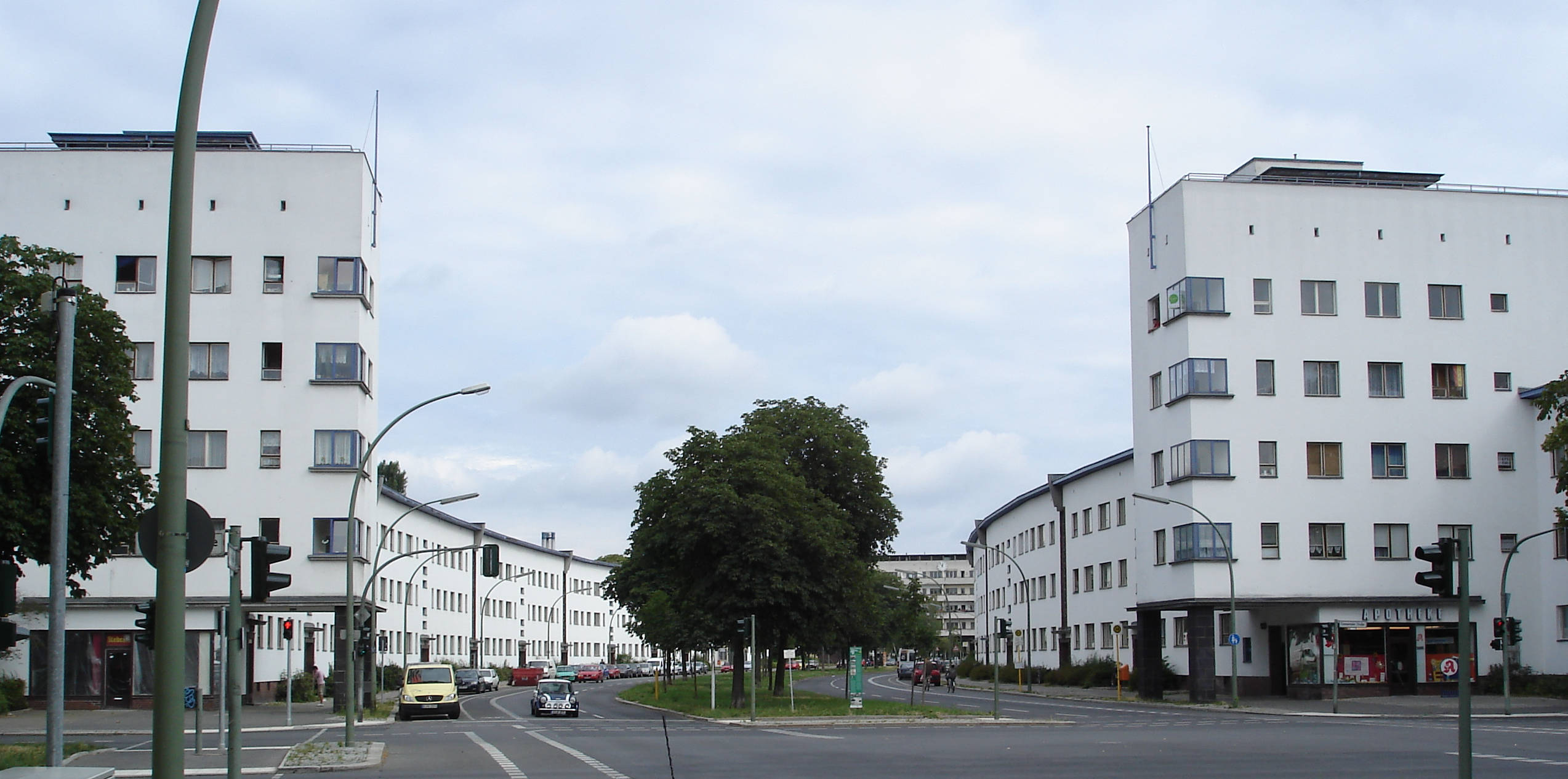
Osiedle Białe Miasto, Aroser Allee

Osiedle Białe Miasto (niem. Weiße Stadt), także Szwajcarska Dzielnica (niem. Schweizer Viertel) – modernistyczne osiedle domów mieszkalnych w północno-zachodniej części Berlina. Wybudowane w latach 1929–1931 według planów Bruno Ahrendsa, Wilhelma Bünninga i Otto Salvisberga.
W lipcu 2008 Białe Miasto wraz z pięcioma innymi modernistycznymi zespołami mieszkaniowymi Berlina zostało wpisane na listę dziedzictwa kulturowego UNESCO.

## Historia
Pierwsze plany wielkiego osiedla Schillerpromenade w granicach dzielnicy Reinickendorf rozpoczęto przed wybuchem wojny. Jeszcze przed 1914 powstała główna ulica (Schillerpromenade), która miała okalać osiedle jak magistrala. Realizacja planów opóźniała się wskutek działań wojennych oraz kryzysu. Dopiero w 1924 po wprowadzeniu podatku od czynszów (niem. Hauszinssteuer) państwo dysponowało odpowiednią sumą środków, by rozwinąć budownictwo socjalne. W 1928 miasto Berlin wydało zezwolenie na realizację specjalnego programu o budżecie opiewającym na 15 milionów marek celem budowy mieszkań socjalnych. Fundusze z tego programu pokryły koszty budowy Białego Miasta oraz Wielkiego Osiedla Siemensstadt. Ostateczną koncepcję budowy osiedla przedstawiono w 1931 przy okazji berlińskiej wystawy architektury.
Osiedle budowano pod kierunkiem miejskiego radcy budowlanego Martina Wagnera, który pracował również przy projektach zespołów mieszkalnych Britz i Siemensstadt oraz osiedla Wuja Toma (niem. Onkel-Tom-Siedlung) w Zehlendorfie. Projekt urbanistyczny i plany architektoniczne sporządzili Bruno Ahrends, Wilhelm Bünning oraz Otto Rudolf Salvisberg. Sieć ulic została rozwinięta na bazie koncepcji przedwojennych. Plany terenów zielonych opracował Ludwig Lesser.
Osiedle wzniesiono w stylu modernistycznym, z wielką dbałością o funkcjonalność zarówno indywidualnych mieszkań, jak i całego kompleksu. W latach 1929–31 powstało 1286 mieszkań w trzy- do pięciopiętrowych blokach wzniesionych przy Aroser Allee przez Gemeinnützige Heimstättengesellschaft Primus mbH. Do najbardziej wyróżniających się budynków osiedla zalicza się pięciopiętrowy Brückenhaus przy Aroser Allee projektu Otto Rudolfa Salvisberga. Przeciętna powierzchnia mieszkania to 50 m². Wszystkie lokale mieszkaniowe zostały wyposażone w łazienki, toalety i loggie. 98% mieszkań miało centralne ogrzewanie. W skład kompleksu wchodziły również: ciepłownia, dwie pralnie, przedszkole, przychodnia, apteka, kawiarnia oraz 24 sklepy. Wiele ze spółdzielczych projektów nie zostało zrealizowanych z powodu trudności w następstwie wielkiego kryzysu.
W latach 1949–1954 przeprowadzono gruntowną renowację osiedla przy udziale jednego z budowniczych, Wilhelma Büninga.
W lipcu 2008 Białe Miasto wraz z pięcioma innymi modernistycznymi zespołami mieszkalnymi Berlina zostało wpisane na listę dziedzictwa kulturowego UNESCO.

## Nazwa osiedla
Wszystkie domy powstałe na osiedlu otrzymały białe tynki, stąd nazwa kompleksu Białe Miasto. Potocznie funkcjonuje jeszcze inna nazwa – szwajcarska dzielnica, która nawiązuje do nazw ulic biegnących przez osiedle (Baseler Straße, Bieler Straße, Emmentaler Straße, Genfer Straße, Gotthardstraße, Sankt-Galler-Straße).

## Galeria

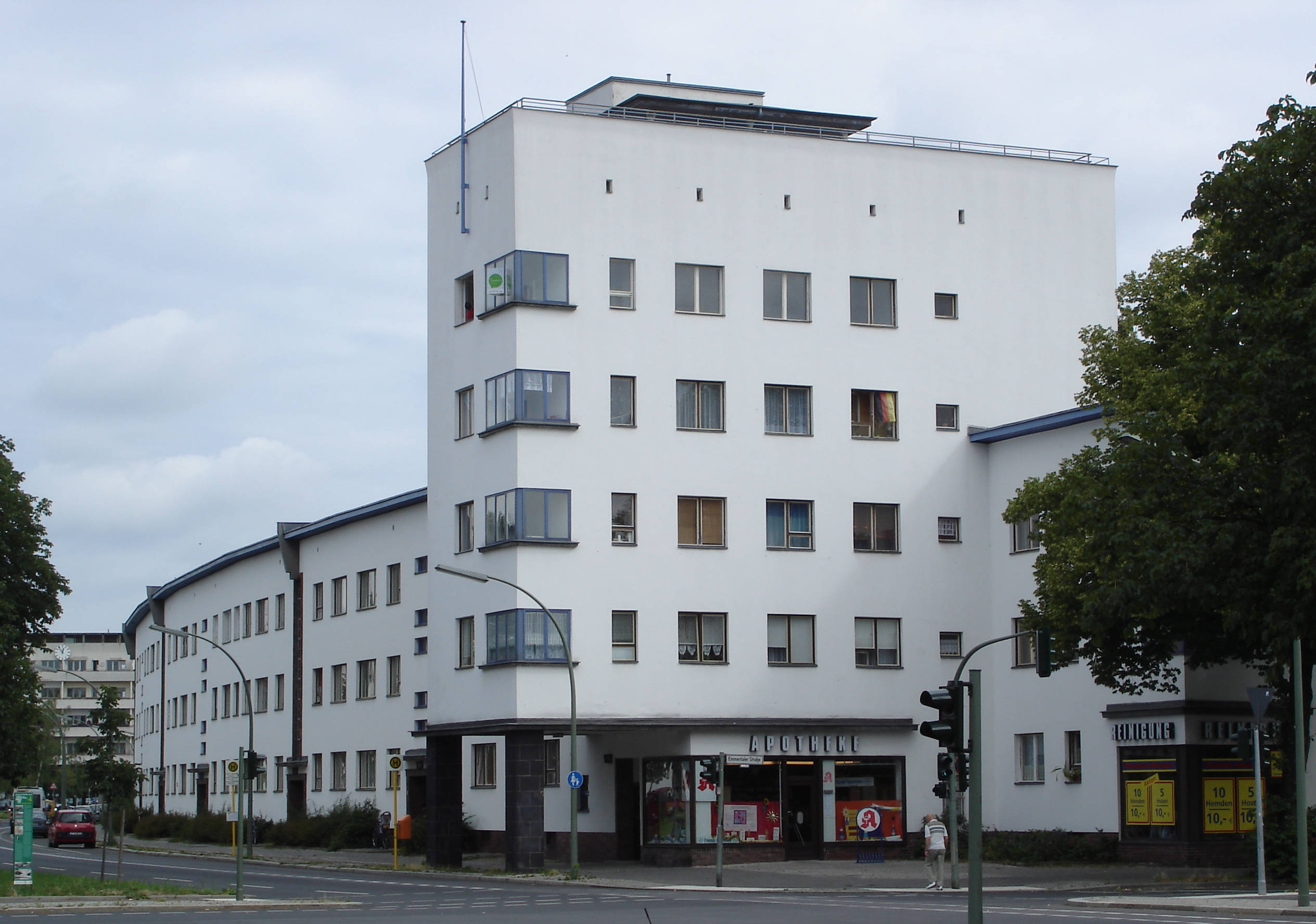
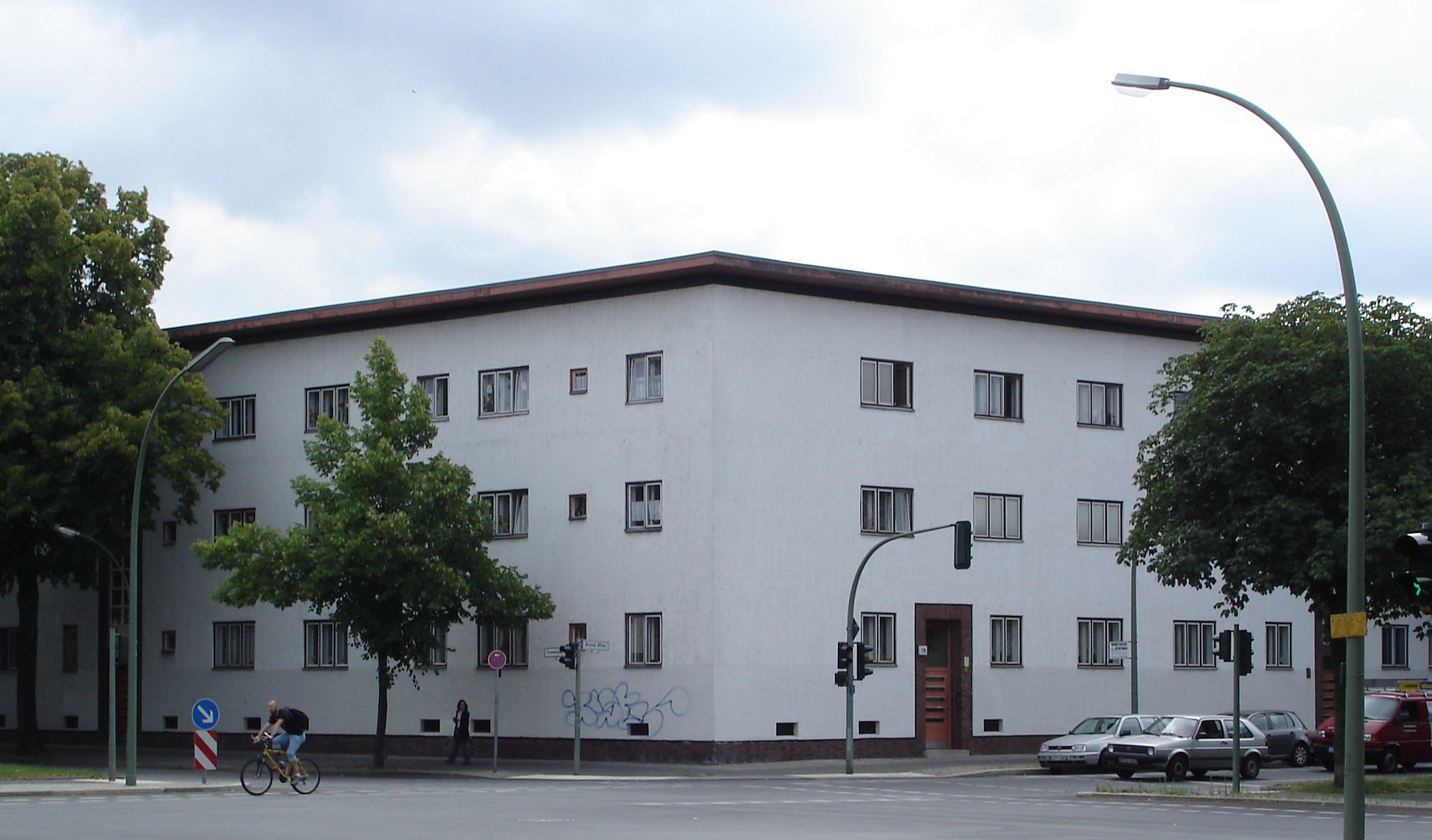
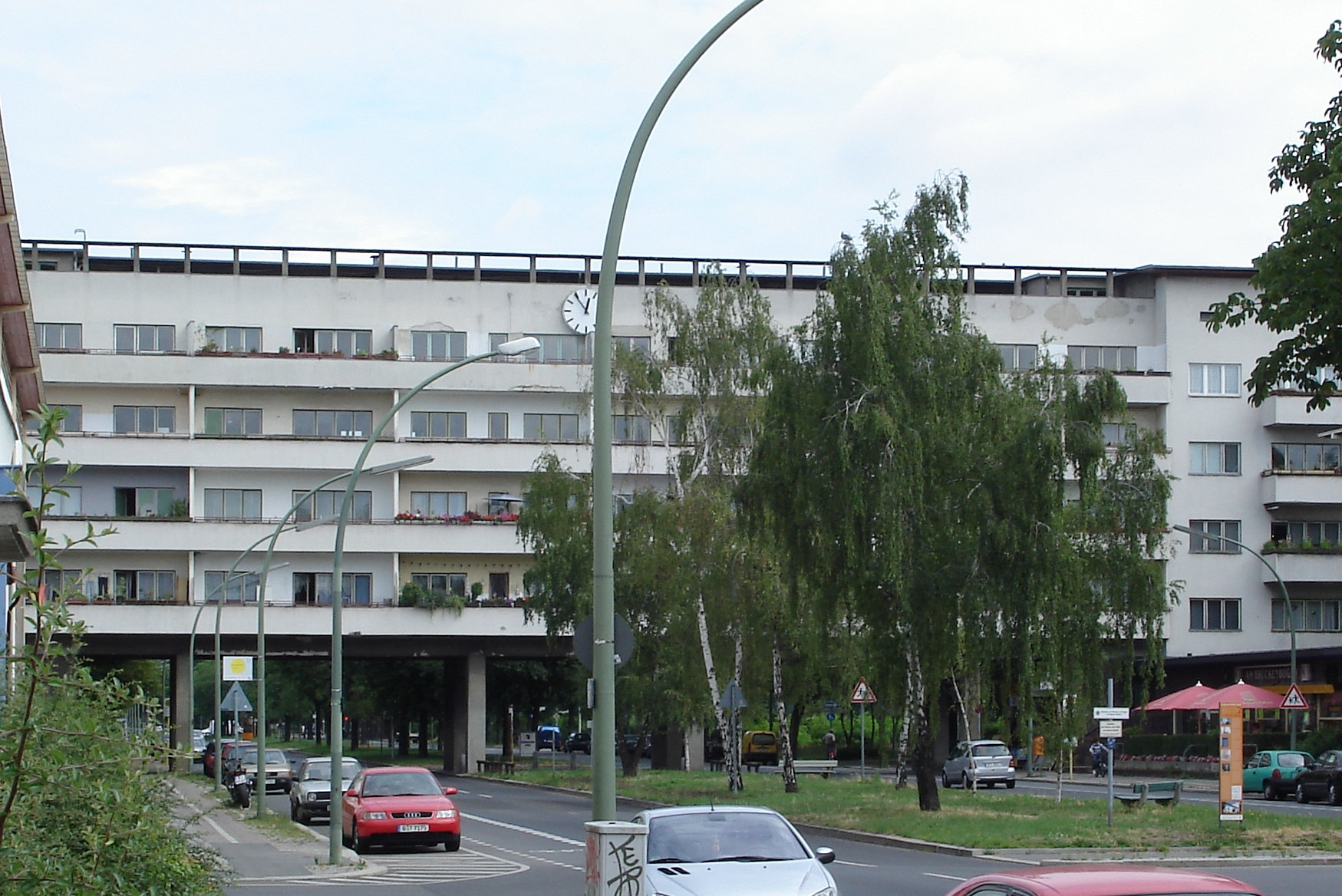
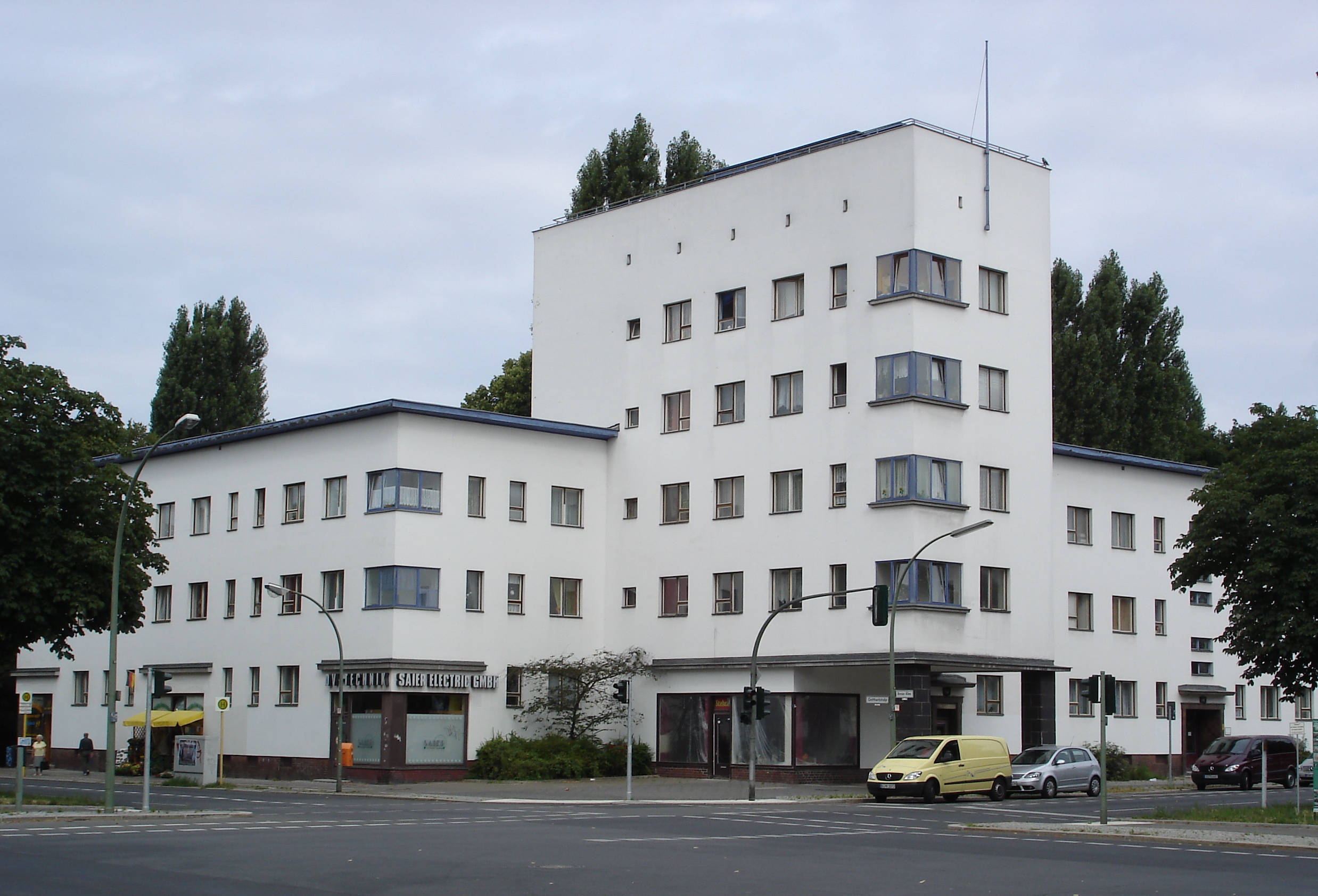
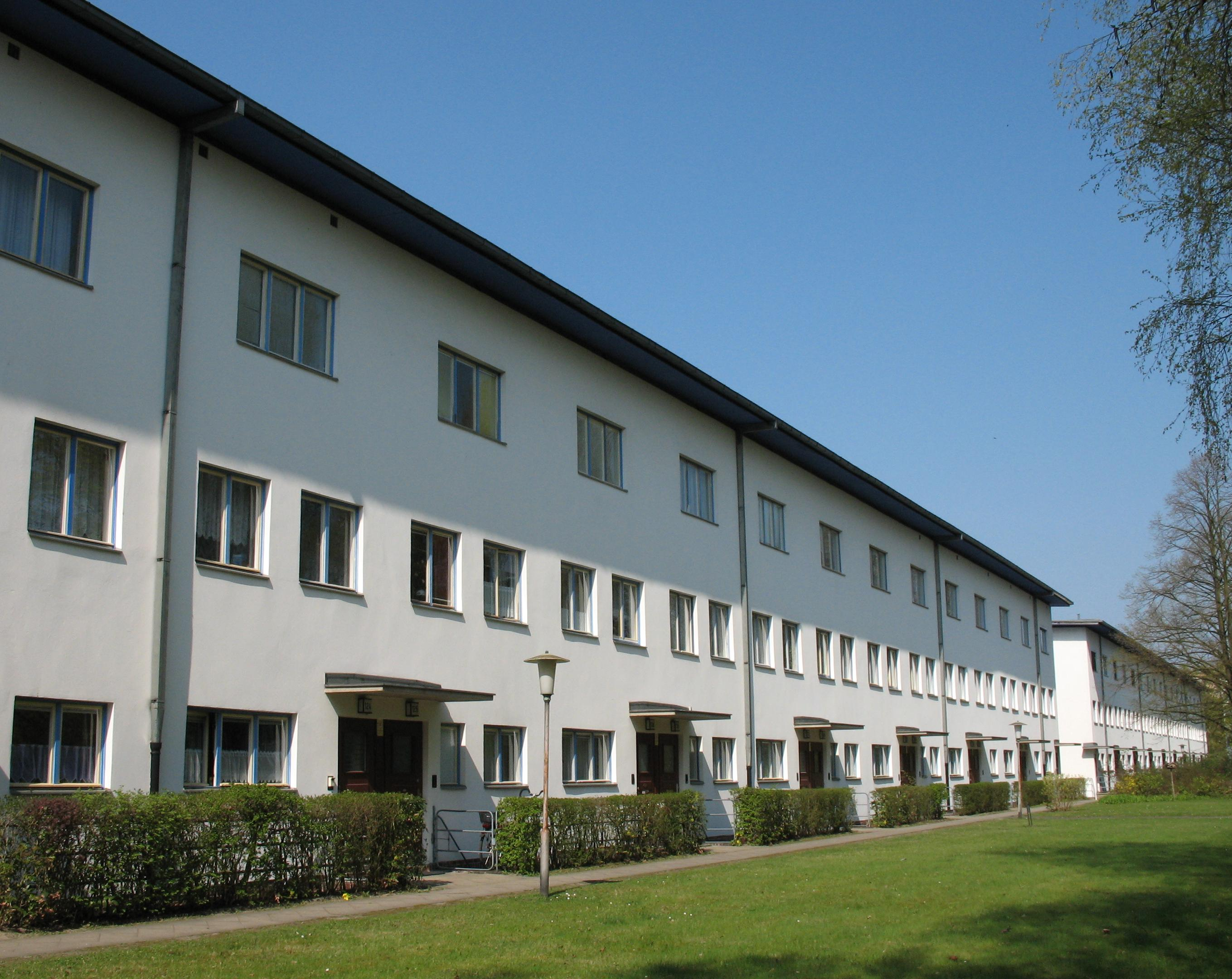
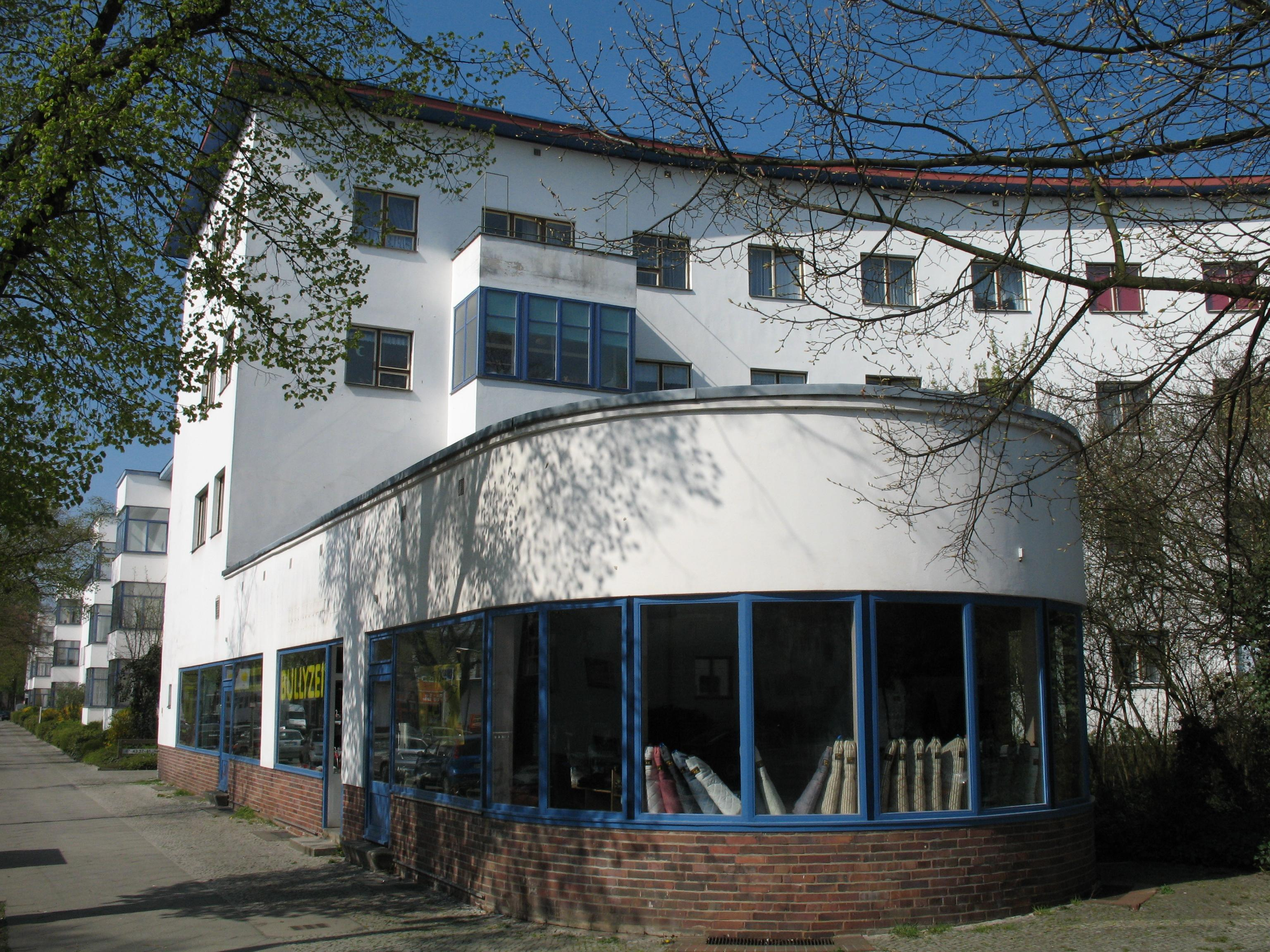
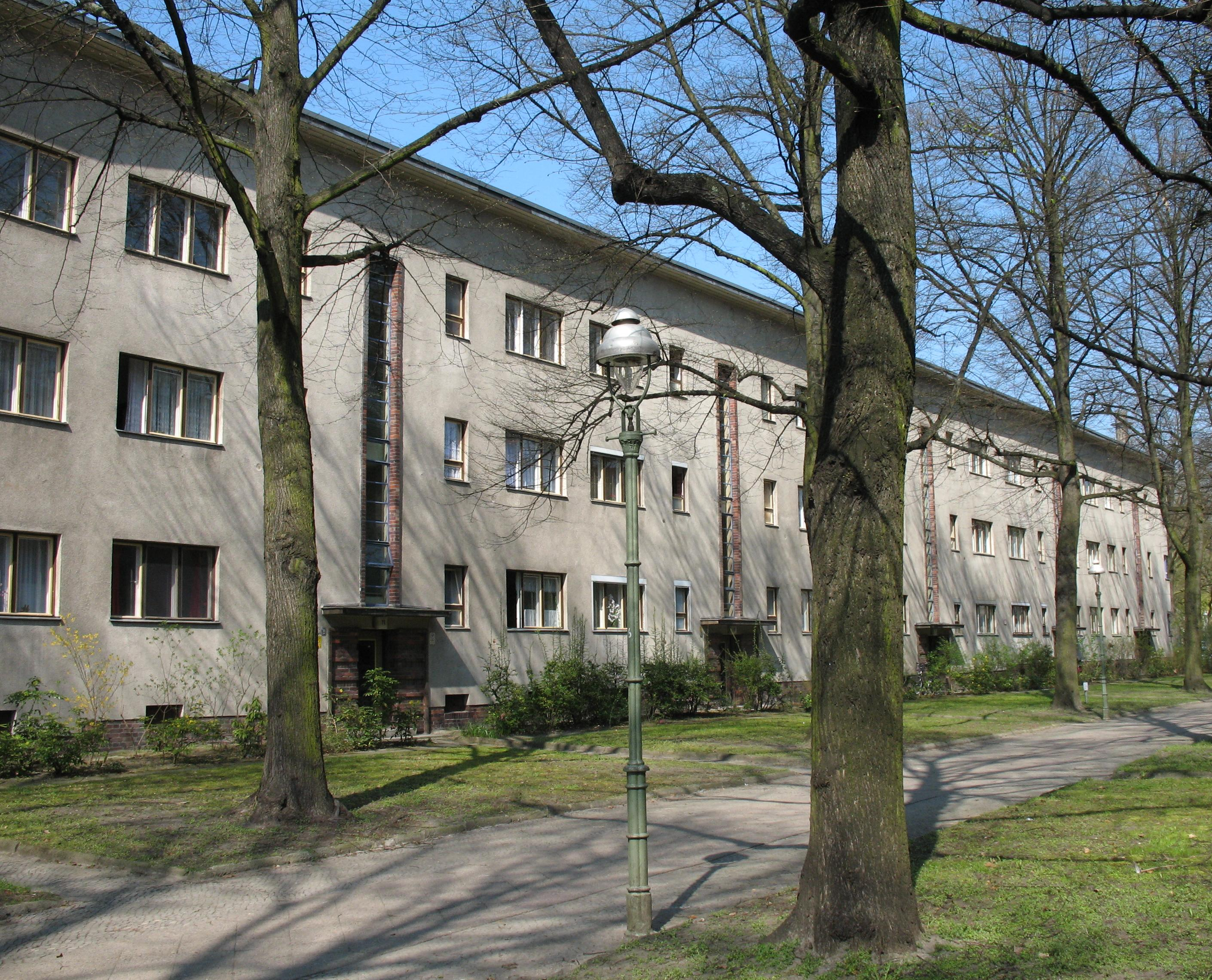
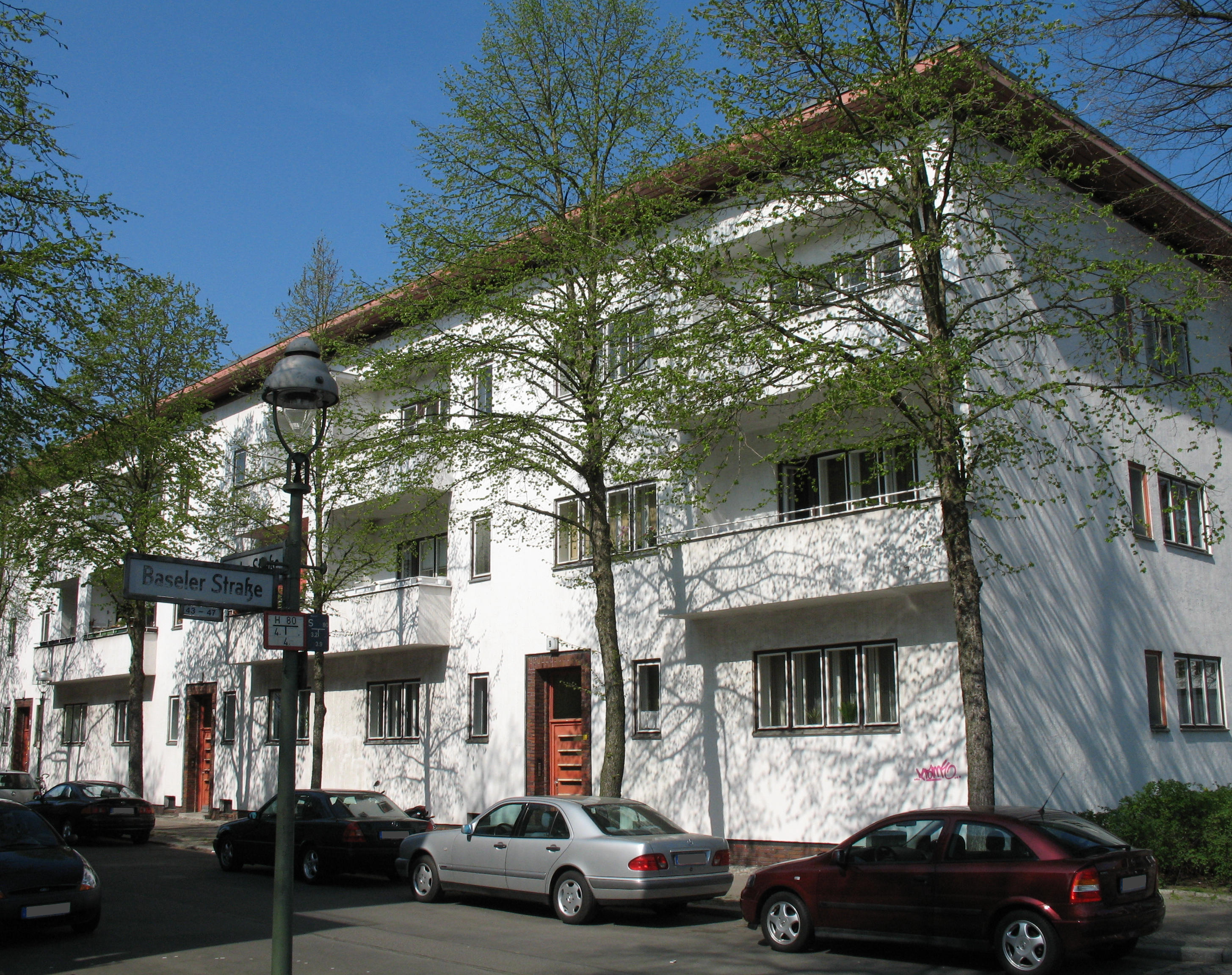

## Literatura
- Norbert Huse: Siedlungen der zwanziger Jahre – heute. Vier Berliner Großsiedlungen 1924–1984. Berlin: 1984. ISBN 3-89087-012-0. (niem.). Brak numerów stron w książce

- Architekturwerkstatt Helge Pitz, Winfried Brenne: „Weiße Stadt“ in Reinickendorf. Dokumentation der 50jährigen Geschichte, Erarbeitung des Originalzustandes sowie der Grundlagen für zukünftige Maßnahmen dieser unter Denkmalschutz stehenden Siedlung aus den Jahren 1929–1931. Berlin: 1981. (niem.).Sprawdź autora:1. Brak numerów stron w książce